# Hjälpsökande händer
Hjälpsökande händer (finska: Apua anovat kädet) är ett minnesmärke över utvisade judiska flyktingar, som finns på Observatorieberget i stadsdelen Ulrikasborg i Helsingfors i Finland. Monumentet ingår i HAM Helsingfors konstmuseums samling.
    

## Minnesmärket
Minnesmärket, som är hugget i ljus granit från Ylämaa, är utformat av skulptören Niels Haukeland (född 1957) och Rafael Wardi. En bronsskiva, med reliefbild av händer som ber om hjälp, lutar sig mot stenen. En skiva i rostfritt stål finns också på stenen och bär texten från Jesaja 56:5 i versaler: "Även åt dem skapar jag helgdom och inom mina murar ett ärofullt minnesmärke och namn". Minnesmärket invigdes den 5 mars 2000 och statsminister Paavo Lipponen framförde då en ursäkt på regeringens och det finländska folkets vägnar.
Den händelse som åsyftas inträffade i november 1942, då Finlands statspolis överlämnade åtta judiska flyktingar till tyskarna, däribland Hans Szybilski samt paret Georg och Janka Kollman och deras ettårige son Franz Olof Kollman. De sändes ut ur landet på fartyget S/S Hohenhörn från Södra hamnen i Helsingfors, nära platsen för minnesmärket, till Tallinn i Estland. Via arbetsläger kom de till koncentrationslägret i Auschwitz och endast en av de åtta överlevde.
På monumentet finns också namnen på de utlämnade flyktingarna samt text på finska, svenska och hebreiska. Texten på svenska, som skrivits av Mikael Enckell, lyder: "Framför Dig öppnar sig Södra hamnen där finländska myndigheter den 6 november 1942 deporterade åtta statslösa av landet mottagna judiska flyktingar till Gestapo, Tallinn och den vägen till Förintelsen." Texten på finska är författad av Arvo Salo.
Denna episod har i den gängse historieskrivningen betraktats som det enda tillfälle då Finland medverkat i Förintelsen. Bland andra historikern Oula Silvennoinen har dock under senare år framfört uppfattningen att ytterligare fyra judar tidigare lämnats över till de tyska myndigheterna.

### Namnlista
- Heinrich Huppert (född 16 november 1896 i Wien, Österrike)
- Kurt Huppert (född 29 augusti 1931 i Wien, Österrike)
- Georg Kollman (född 19 november 1912 i Wien, Österrike)
- Janka Kollman, född  Holčerová (född 10 september 1910 i Nyiregyháza, Ungern)
- Franz Olof Kollman (född 15 maj 1941 i Helsingfors, Finland)
- Elias Kopelowsky (född 22 september 1881 i Ilgen)
- Hans Robert Martin Korn (född 26 juni 1919 i Bielitz, Polen)
- Hans Eduard Szybilski (född 29 augusti 1907 i Elberfeld)

Av dessa åtta överlevde endast Georg Kollman.

### Snubbelstenar
Senare har personerna ovan uppmärksammats med så kallade snubbelstenar (tyska Stolpersteine). Sommaren 2018 installerades tre snubbelstenar i Munknäs till minne av läkarfamiljen Georg och Janka Kollman samt deras knappt 2-årige son Franz Olof. Sommaren 2019 installerades en snubbelsten utanför hotell Torni på Georgsgatan i Helsingfors till minnet av affärsmannen Elias Kopelowsky. I november 2020 installerades 3 snubbelstenar vid Grönnäsgatan i Hagnäs och på Högbergsgatan i Ulrikasborg, till minnet av handelsresanden Heinrich Huppert och hans 11-årige son Kurt, samt tekniker Hans Robert Martin Korn. Den åttonde personen i gruppen, Hans Szybilski, har sedan juni 2019 en snubbelsten vid Apelbergsgatan i Stockholm.